# Mons

Mons là một thành phố, thủ phủ của tỉnh Hainaut, một trong 10 tỉnh của Vương quốc Bỉ. Vào năm 2005, dân số của Mons là 91.083, sống trên một diện tích khoảng 146,56 km².
Mons nổi tiếng bởi lễ hội đánh rồng của Thánh Georges (Ducasse de Mons).
Thị trưởng thành phố là ông Elio Di Rupo (đảng Xã hội - PS).
Mons (đọc [mɔ̃s], tiếng Hà Lan Bergen, tiếng Picard Mont) là một thành phố nói tiếng Pháp, nằm ở vùng Wallonie của nước Bỉ. Cựu thủ đô của các Bá tước, thủ phủ của tỉnh Hainaut, thành phố chính của quận Mons, đây cũng là một trong năm trung tâm tòa thượng thẩm quốc gia.
Cách thủ đô Bruxelles 50 km về hướng tây nam, cách Paris khoảng 200 km về hướng đông bắc, cách Lille 75 km về hướng đông và cách Aachen 150 km về hướng tây, thành phố Mons nằm ở nơi giao thoa của các nhánh đường cao tốc quan trọng: E19 (Paris-Bruxelles-Antwerpen-Amsterdam) và E42 (Lille-Charleroi-Liège-Frankfurt am Main).
Đánh dấu bởi lịch sử và nhờ vào sự phong phú về kho tàng kiến trúc và văn hóa, Mons trở thành thủ đô văn hóa của vùng Wallonie từ 2002 và đang khao khát trở thành thủ đô văn hóa châu Âu vào năm 2015.

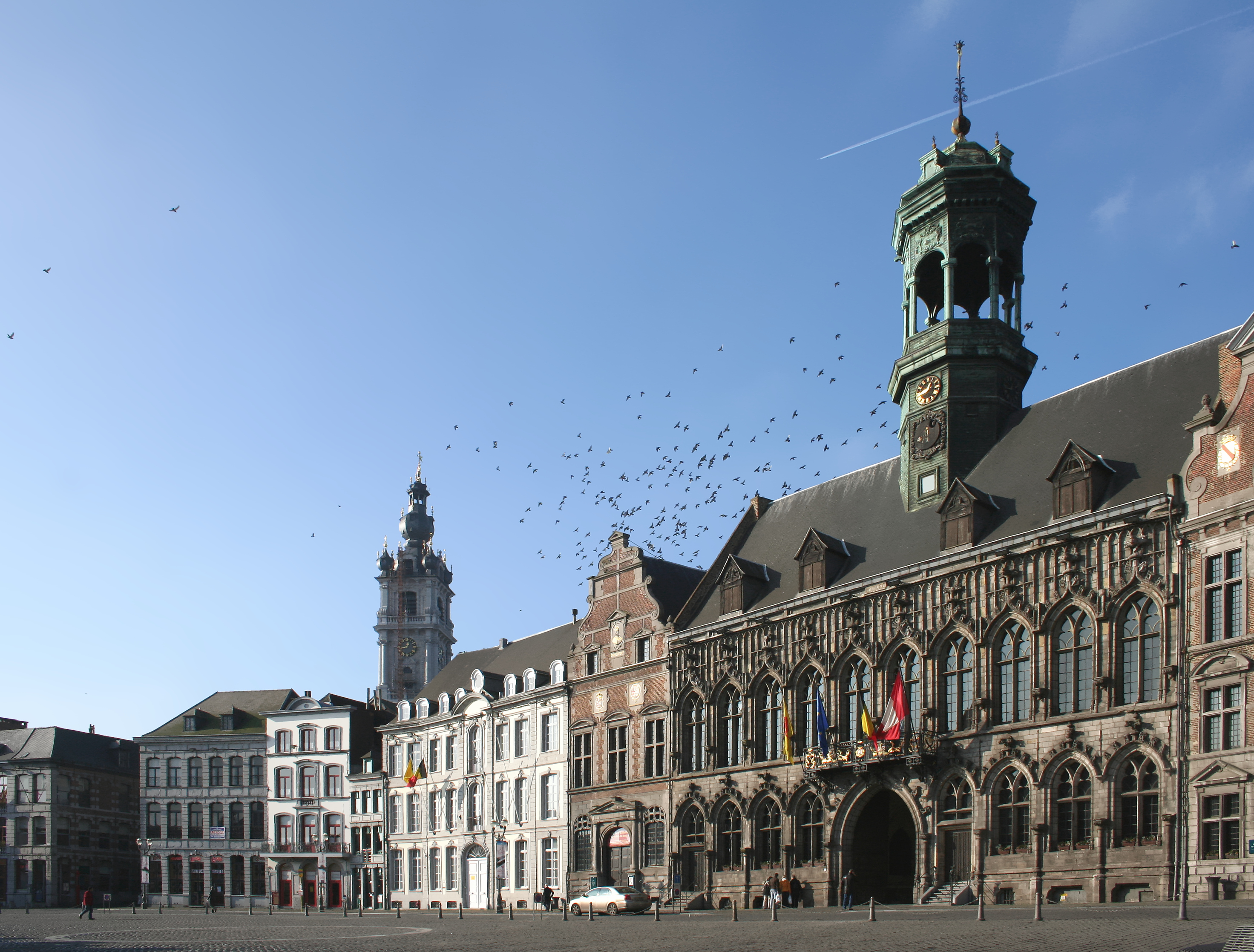
Mons

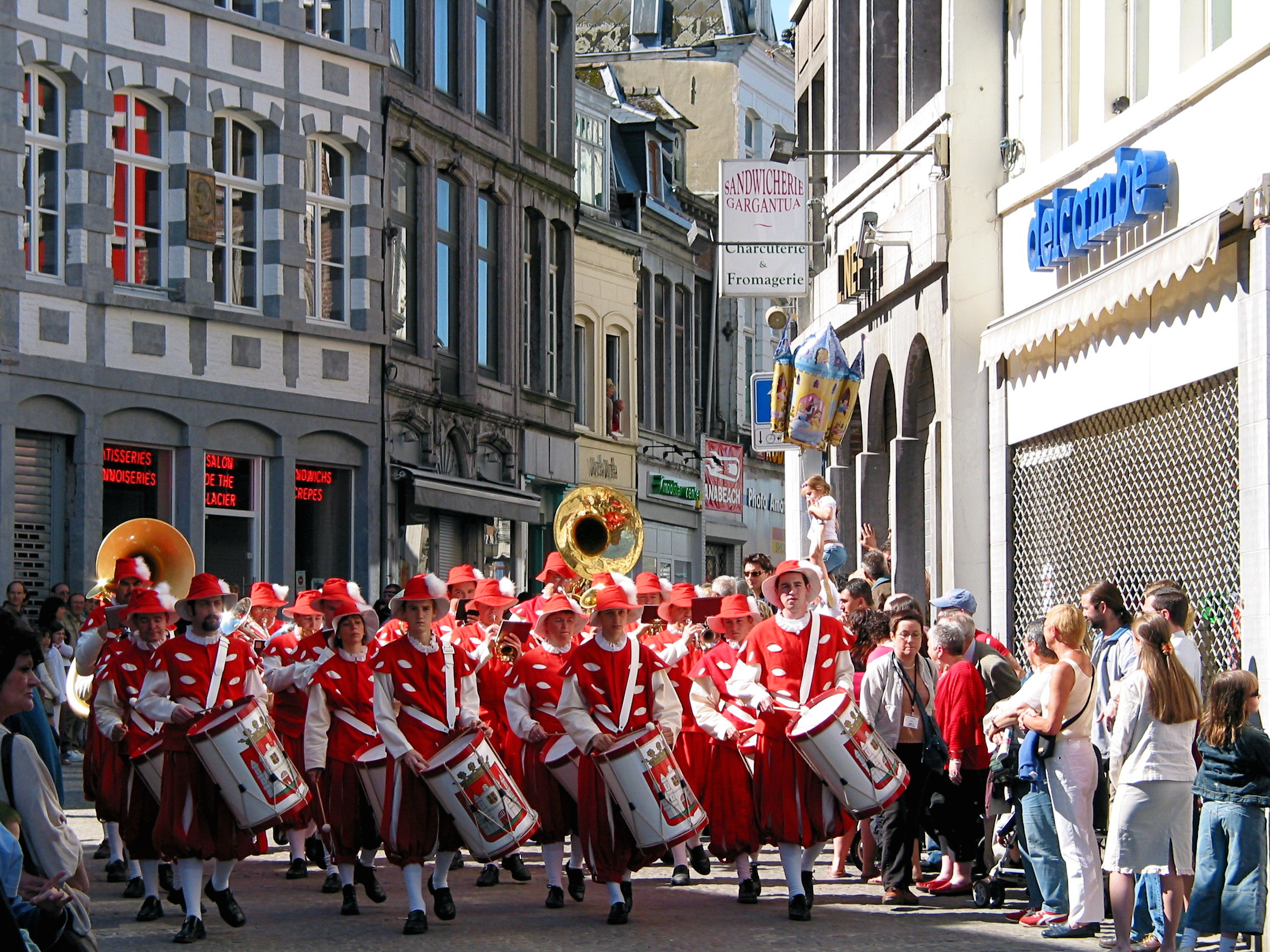
Mons